# Saint-Amans (Ariège)
Saint-Amans is een plaats en voormalige gemeente in het Franse departement Ariège in de regio Occitanie en telt 46 inwoners (2009). Saint-Amans ging op 1 januari 2023 op in de gemeente Bézac. De plaats maakt deel uit van het arrondissement Pamiers.

## Geografie
De oppervlakte van Saint-Amans bedraagt 2,6 km², de bevolkingsdichtheid is dus 17,7 inwoners per km².
De onderstaande kaart toont de ligging van Saint-Amans (Ariège) met de belangrijkste infrastructuur en aangrenzende gemeenten.

## Demografie
Onderstaande figuur toont het verloop van het inwonertal (bron: INSEE-tellingen).

Vanwege een beveiligingsprobleem met de MediaWiki Graph-software is het momenteel niet mogelijk deze grafiek weer te geven. Zodra de software is bijgewerkt zal de grafiek vanzelf weer zichtbaar worden.